# Premaxilla
De premaxilla (of praemaxilla) is een van een paar kleine schedelbeenderen aan het uiterste voorste puntje van de bovenkaak van veel gewervelde dieren, meestal, maar niet altijd, met tanden. Bij mensen zijn ze volledig versmolten met het bovenkaaksbeen. De premaxilla van zoogdieren uit de Theria wordt gewoonlijk aangeduid als het os incisivum. Andere termen die voor deze structuur worden gebruikt, zijn onder meer premaxillair bot of os premaxillare, en intermaxillair bot of os intermaxillare.